# فدریگو توتزی
فدریگو توتزی (به ایتالیایی: Federigo Tozzi) (زادهٔ ۱ ژانویه ۱۸۸۳ در سیه‌نا – درگذشتهٔ ۲۱ ماس ۱۹۲۰ در رم) نویسنده‌ی ایتالیایی بود.

## زندگی
فدریگو توتزی در روز ۱ ژانویهٔ ۱۸۸۳ در سیه‌نا به دنیا آمد. او که پسر یک مهمانخانه‌دار بود در ابتدا برای شرکت راه‌آهن کار می‌کرد، اما بعد به شغل پدرش ادامه داد. در سال ۱۹۱۱ اولین کتاب شعرش را منتشر کرد. در ۱۹۱۳ کار بر روی اولین رمانش «با چشمان بسته» (به ایتالیایی: Con gli occhi chiusi) را آغاز نمود که متنی بود خودزندگی‌نامه‌ای. او همچنین در سال ۱۹۱۳ مجلهٔ «لا تور» (به ایتالیایی: La Torre) را بنیان گذاشت. توتزی سپس به روزنامه‌نگاری در رم روی آورد. در طول فعالیت ادبی‌اش، توجه لوئیجی پیراندلو را به خود جلب کرد به طوری که وی پشتیبان توتزی شد. توتزی در سال ۱۹۲۰ به دلیل سینه‌پهلو در رم درگذشت.

## سبک نوشتاری
از چند دهه بعد از مرگ توتزی، آثارش به عنوان آثار کلاسیک ادبیات مدرن ایتالیایی محسوب می‌شده. به باور ایتالو کالوینو توتزی یکی از بزرگ‌ترین نویسندگان اروپایی ایتالیایی‌تبار است. سبک او مختصر و موجز بوده و به باور آلبرتو موراویا تراژدیهای بزرگی را با کلماتی ساده شرح می‌دهد.
توتزی که هنگام مرگ ۳۷ ساله بود با انتشار هفت اثر در زمان حیات خود و به یکی از پایه‌گذاران اصلی رمان نو در ایتالیا بدل شد. او به جریان رمان نو در اروپا و رمان بحران تعلق داشته و در کنار نویسندگانی چون جیمز جویس، فرانتس کافکا و لوئیجی پیراندلو قرار می‌گیرد. با این وجود، در ادبیات ایتالیا توتزی و پیراندلو هر یک به شیوهٔ خاص خود از رمان سنتی جدا شده‌اند.
گرچه منتقدان بسیاری نوشته‌های توتزی را ستوده‌اند، اما آثار او خیلی مورد استقبال مخاطبان عام قرار نگرفتند. برخی دلیل این کم‌توجهی را تلخی و ناامیدی بنیادینی دانستند که در آثار توتزی مشاهده می‌شود و عدهٔ دیگری از نثر سخت و ثقیل نویسنده را به عنوان بارزترین دلیل برای این امر یاد کردند.
آثار وی اغلب نثری سخت دارند و وی داستان‌هایش را با پیچیدگی خاصی روایت می‌کند. توتزی در آثارش نوعی زشتی سنگدلانه را بر شخصیت‌هایش اعمال می‌کند. او مطالعات زیادی در باب روان‌کاوی مدرن و رؤیا داشته و این امر را می‌توان در آثار وی به خوبی مشاهده کرد.

## کتابشناسی
داستان کوتاه
- ۱۹۱۵ - جانوران (به ایتالیایی: Bestie)
- ۱۹۲۰ - جوان (به ایتالیایی: Giovani)

رمان
- ۱۹۱۹ - با چشمان بسته (به ایتالیایی: Con gli occhi chiusi)
- ۱۹۲۰ - سه عبور (به ایتالیایی: Tre croci)
- ۱۹۲۱ - کشتزار (به ایتالیایی: Il podere)
- ۱۹۲۴ - خودخواهان (به ایتالیایی: Gli egoisti)
- ۱۹۲۷ - خاطرات کارکنان (به ایتالیایی: Ricordi di un impiegato)

### آثار به فارسی
رمان
- خودخواهان، اثمار موسوی‌نیا، تهران: انتشارات افراز، ۱۳۹۰[۲]

داستان کوتاه
- یک اجرای سینمایی و داستان‌های دیگر، اثمار موسوی‌نیا، تهران: انتشارات نیلا، ۱۳۹۰[۳]

## پی‌نشت
1. 1 2 3 4 5 6  توتزی با «خودخواهان» وارد....
2. ↑  توتزی، فدریکو. «خودخواهان». اثمار موسوی‌نیا. تهران: انتشارات افراز، ۱۳۹۰[پیوند مرده]
3. ↑  توتزی، فدریکو. «یک اجرای سینمایی و داستان‌های دیگر». اثمار موسوی‌نیا. تهران: انتشارات نیلا، ۱۳۹۰[پیوند مرده]